# Momordika

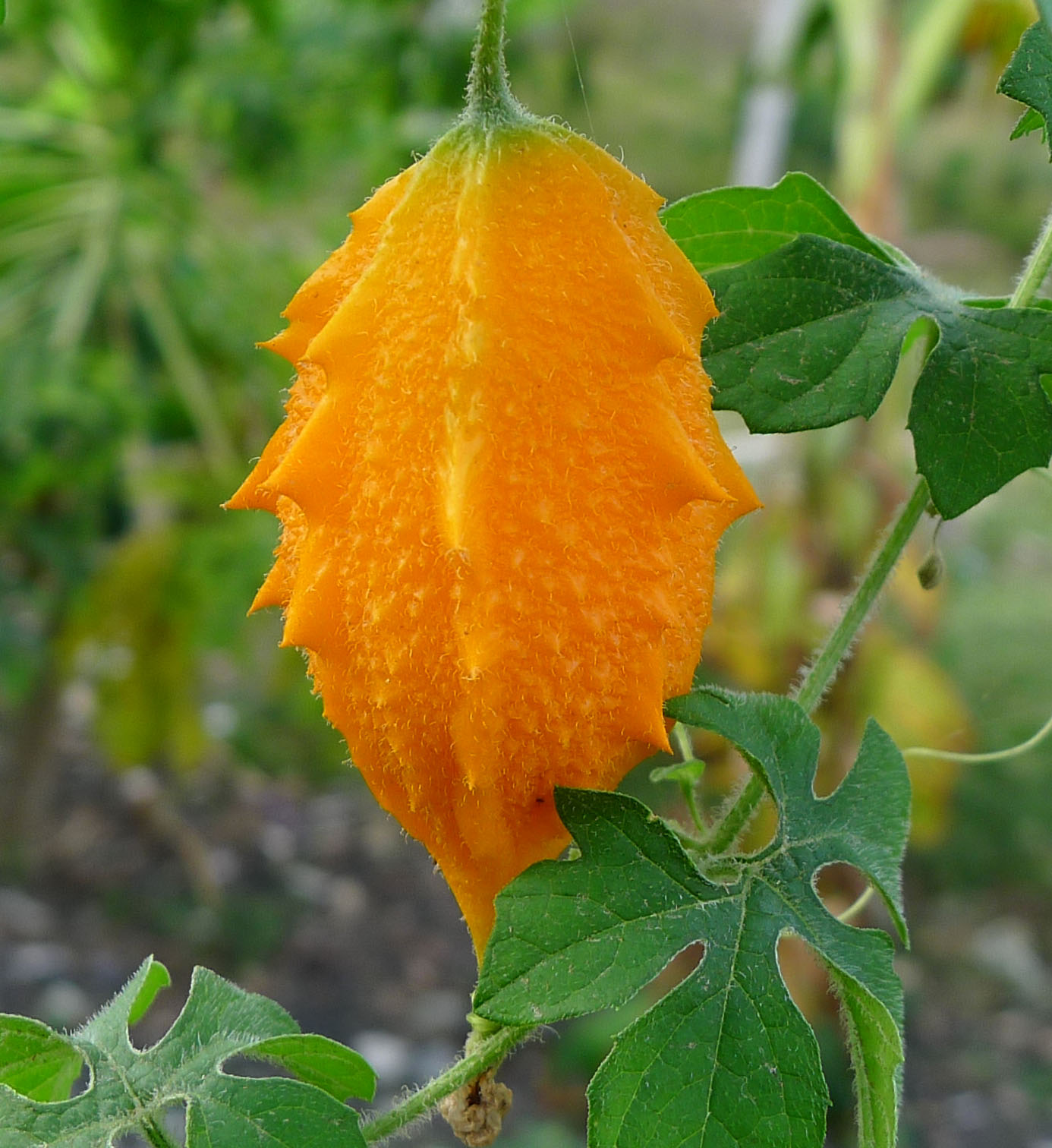
Plod momordiky hořké okurky

Momordika (Momordica) je rod rostlin z čeledi tykvovité. Jsou to bylinné nebo dřevnaté úponkaté liány nebo řidčeji nízké keře se střídavými jednoduchými nebo dlanitě složenými listy a bílými či žlutými květy, které jsou opylovány hmyzem. Plodem je pukavá nebo nepukavá bobule. Semena mají barevný míšek a jsou šířena ptáky. Rod zahrnuje asi 50 druhů a je rozšířen v tropech a subtropech Starého světa. Nejvíce druhů roste v Africe.
Momordika hořká okurka a některé další druhy jsou zejména v asijské kuchyni využívány jako zelenina. Momordiky mají rovněž široké využití v tradiční asijské medicíně.

## Popis
Momordiky jsou jednoleté nebo vytrvalé, jednodomé nebo dvoudomé, bylinné nebo dřevnaté, drobné až rozměrné liány, dorůstající délky až 15 metrů, výjimečně malé keře. U některých druhů ze suchých oblastí je báze stonku silně zvětšená a dřevnatá. Šplhavé druhy mají jednoduché, případně na konci dvouklané úponky. Východoafrický druh Momordica spinosa má úponky párové, přičemž jeden z nich nebo i oba bývají přeměněné v drobný trn.
Listy jsou střídavé, jednoduché s celistvou či laločnatou čepelí nebo dlanitě složené. Na čepeli či řapíku se často nacházejí diskovité nektáriové žlázky.
Květy jsou středně velké až velké, pětičetné, pravidelné nebo více či méně dvoustranně souměrné, jednopohlavné, podepřené listenem. Kalich je zvonkovitý až miskovitý, s krátkou trubkou a 5 vejčitými nebo kopinatými laloky. Koruna je žlutá nebo bílá, kolovitá až široce zvonkovitá, s korunní trubkou zakončenou 5 volnými laloky, často s tmavou středovou částí. Samčí květy jsou jednotlivé nebo v řídkých hroznovitých květenstvích a obsahují většinou 3 (2 až 5) volné tyčinky s krátkými nitkami, vyrůstající ve spodní části korunní trubky. Samičí květy jsou jednotlivé, úžlabní, se svrchním semeníkem obsahujícím větší počet vajíček a protáhlou čnělkou nesoucí hluboce trojlaločnou bliznou. Semeník bývá hladký nebo se žlábkatým či hrbolkatým povrchem.
Plodem je nepukavá nebo nepravidelně či trojchlopňově pukavá, dužnatá bobule. Plody jsou jednotlivé, převislé, drobné až velké, vřetenovité nebo téměř kulovité, na povrchu často pokryté štětinami či bradavkami, žebernaté nebo i křídlaté. Obsahují několik až mnoho více či méně zploštělých semen obklopených oranžovou či červenou dužninou. Semena mají často bílý, žlutý nebo červený míšek.

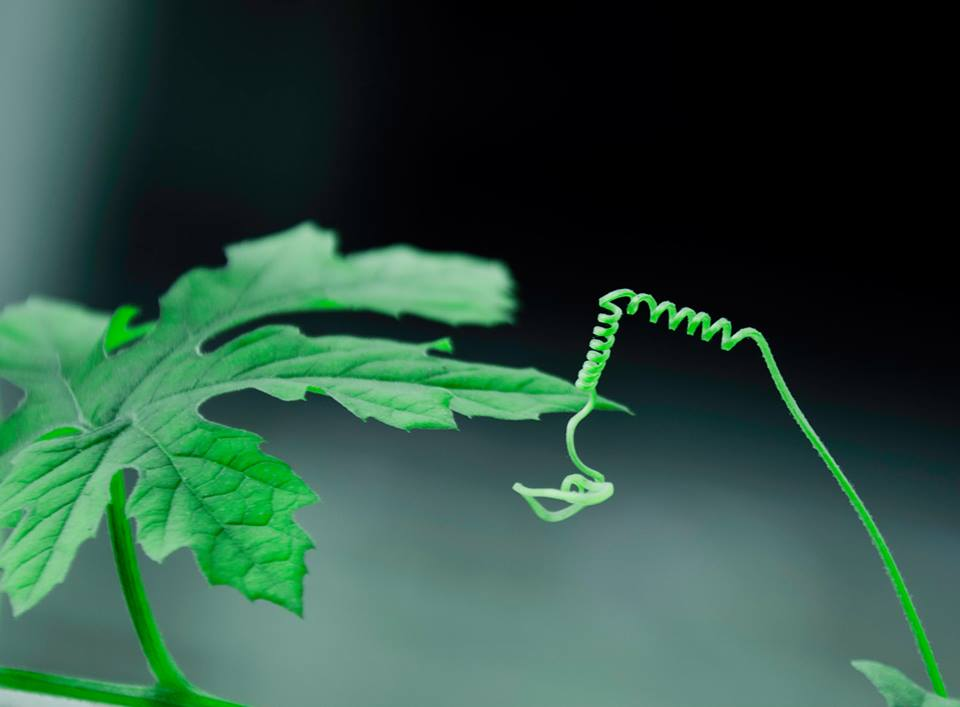
List a úponek momordiky hořké okurky
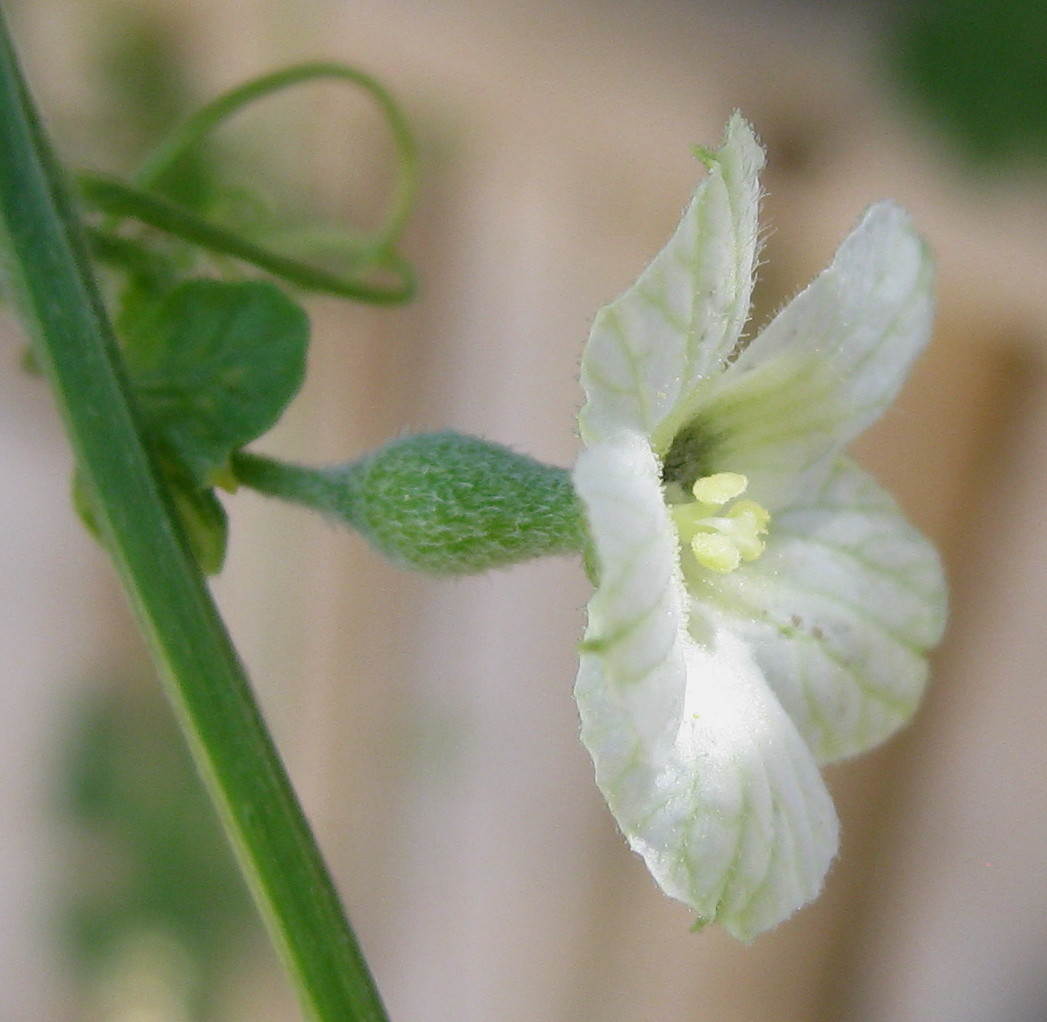
Květ momordiky balzamky
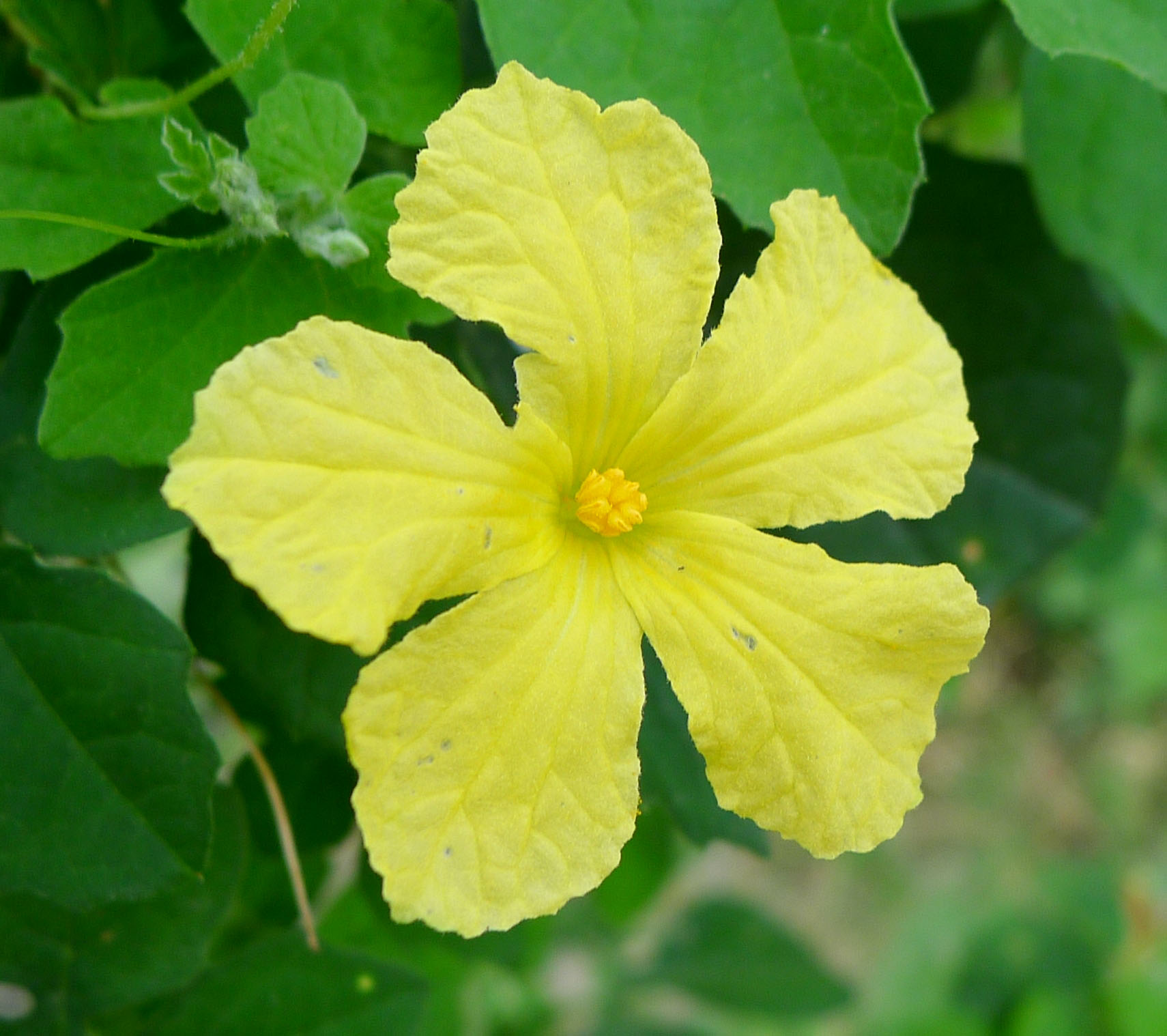
Květ momordiky hořké okurky
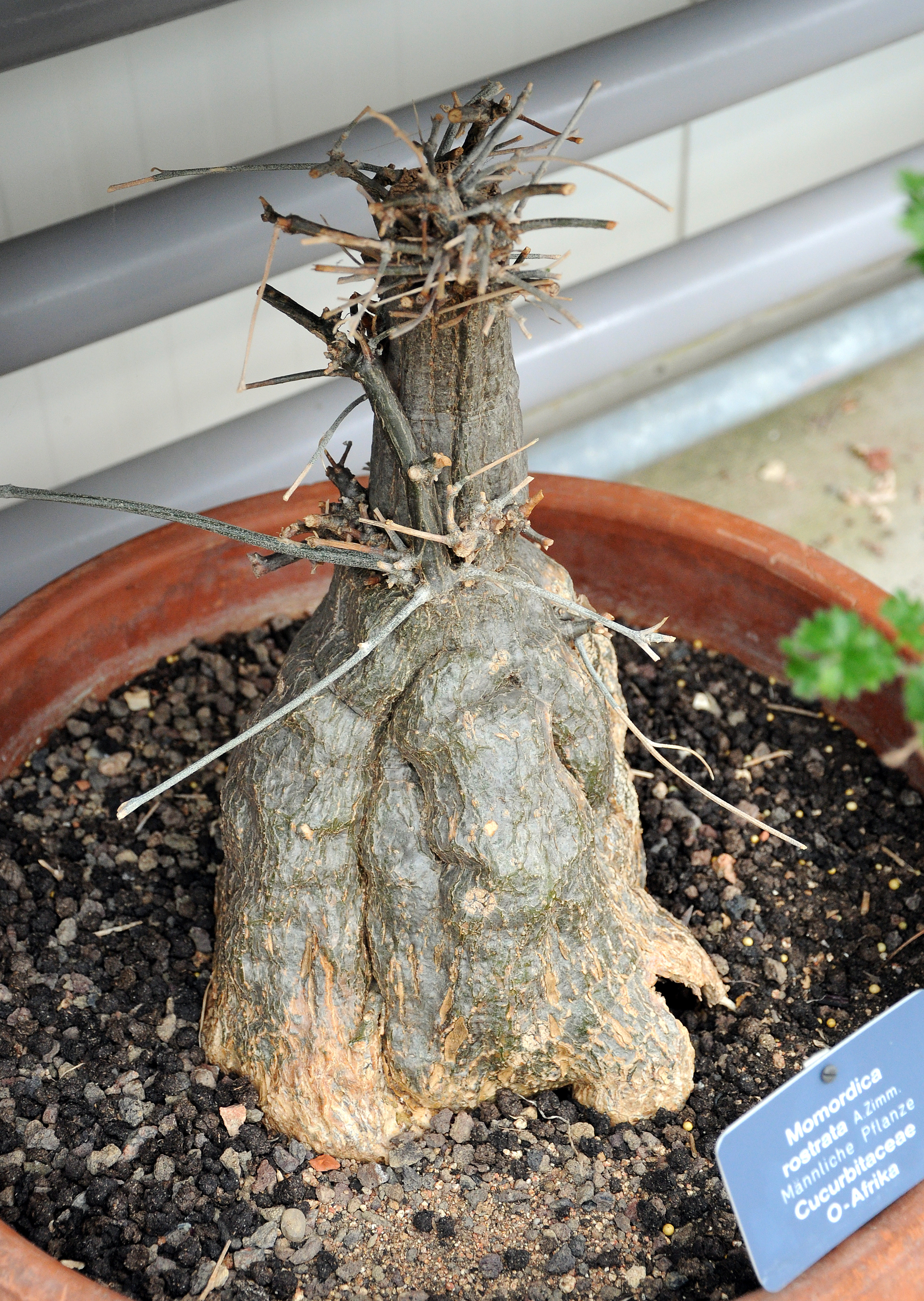
Východoafrický druh Momordica rostrata
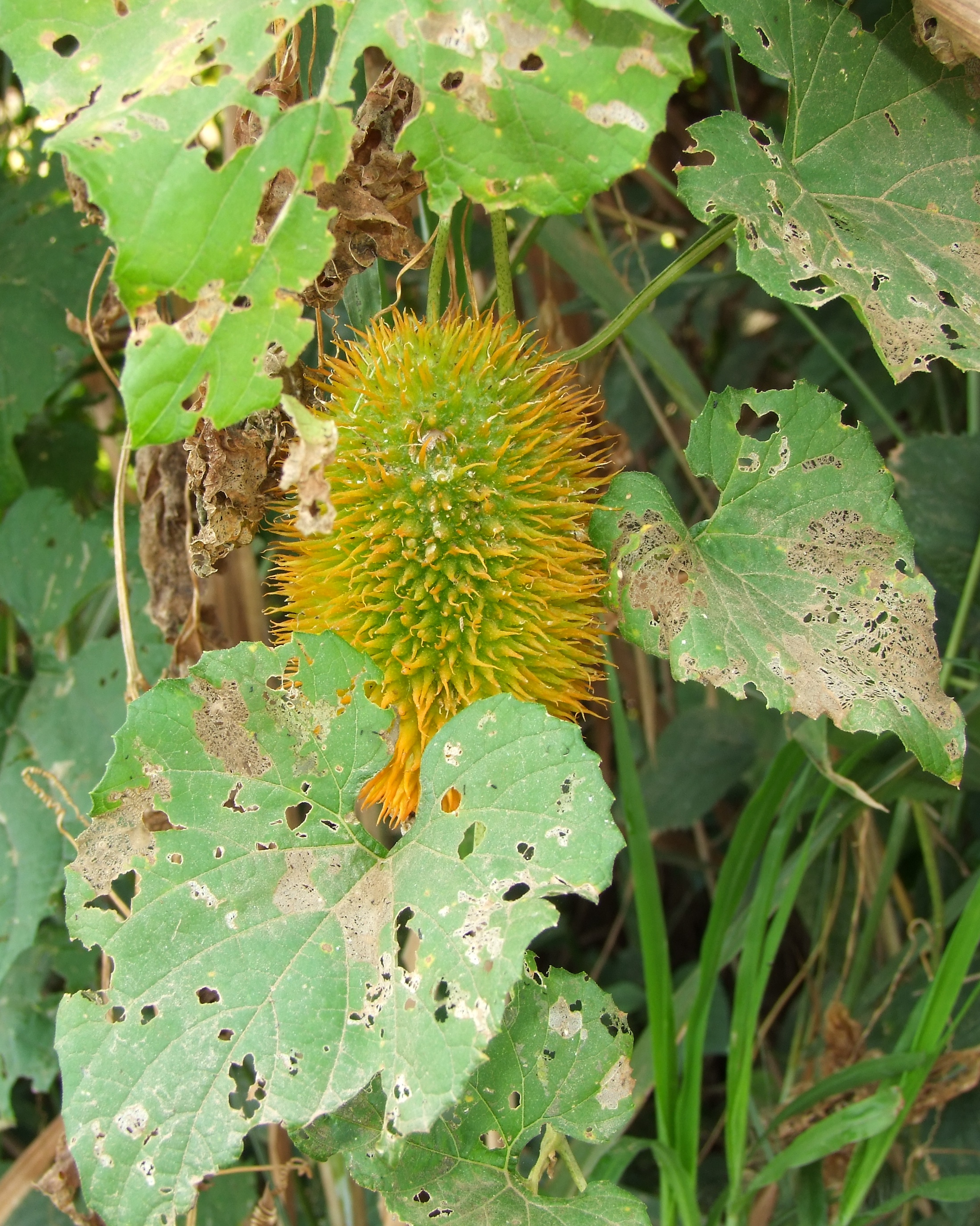
Štětinatý plod Momordica foetida

## Rozšíření
Rod momordika zahrnuje asi 50 druhů. Je rozšířen v tropech a subtropech Starého světa od Afriky přes Arábii, jižní Asii, jižní Čínu, Indočínu a jihovýchodní Asii po Austrálii a Tichomoří. Většina druhů roste v subsaharské Africe. Největší areál má momordika hořká okurka (Momordica charantia), rozšířená od Afriky až po Austrálii a jako jediný druh zasahuje i do Tichomoří. Druh zdomácněl i v tropické Americe. Z Madagaskaru jsou uváděny dva druhy. Do Arábie zasahuje pouze momordika balzamka (M. balsamina). Z tropické Asie je uváděno 11 druhů, nejvíce jich roste na Indickém subkontinentu a v jihovýchodní Asii. Do Austrálie zasahují 3 druhy, žádný zde však není endemický.
Momordiky rostou na široké škále tropických biotopů, zahrnující deštné i opadavé lesy, křovinnou vegetaci, savany a polopouště.

## Ekologické interakce

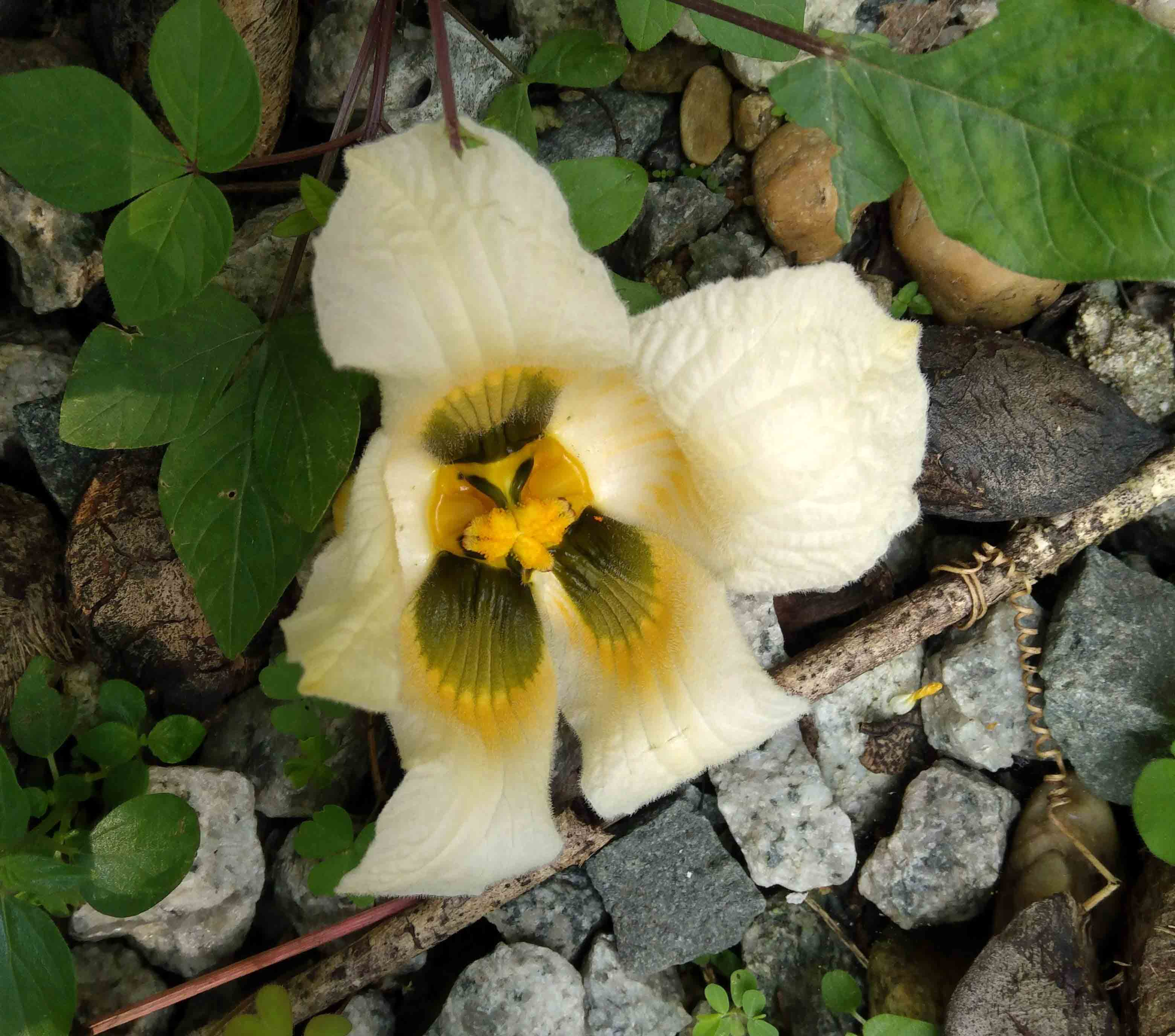
Květ momordiky indočínské s tmavými poli elaioforů

Květy momordik jsou opylovány hmyzem. U některých druhů byla v květech potvrzena přítomnost elaioforů, specializovaných žlázek produkujících olej. Ten vyhledávají samičky včel z rodů Ctenoplectra a Ctenoplectrina. Elaiofory se nacházejí ve středové části koruny v podobě polí pokrytých žláznatými trichomy. Včely sbírají olej aktivním třením ochlupené spodní strany zadečku o povrch květu, přičemž se jim zároveň na hřbetní část těla nalepí pyl. Samci těchto včel navštěvují pouze samčí květy, které kromě oleje obsahují i nektar, zatímco samičích květů tvořících pouze olej si nevšímají. Vazba s olej sbírajícími včelami byla prokázána u afrických druhů Momordica anigosantha a M. foetida a později rovněž u asijské momordiky indočínské (M. cochinchinensis) a M. trifoliata.
Momordiky jsou adaptovány na šíření semen ptáky. Převislé plody řady druhů včetně momordiky hořké okurky za zralosti pukají a vystavují semena obalená barevným míškem, která vyhledávají plodožraví ptáci.

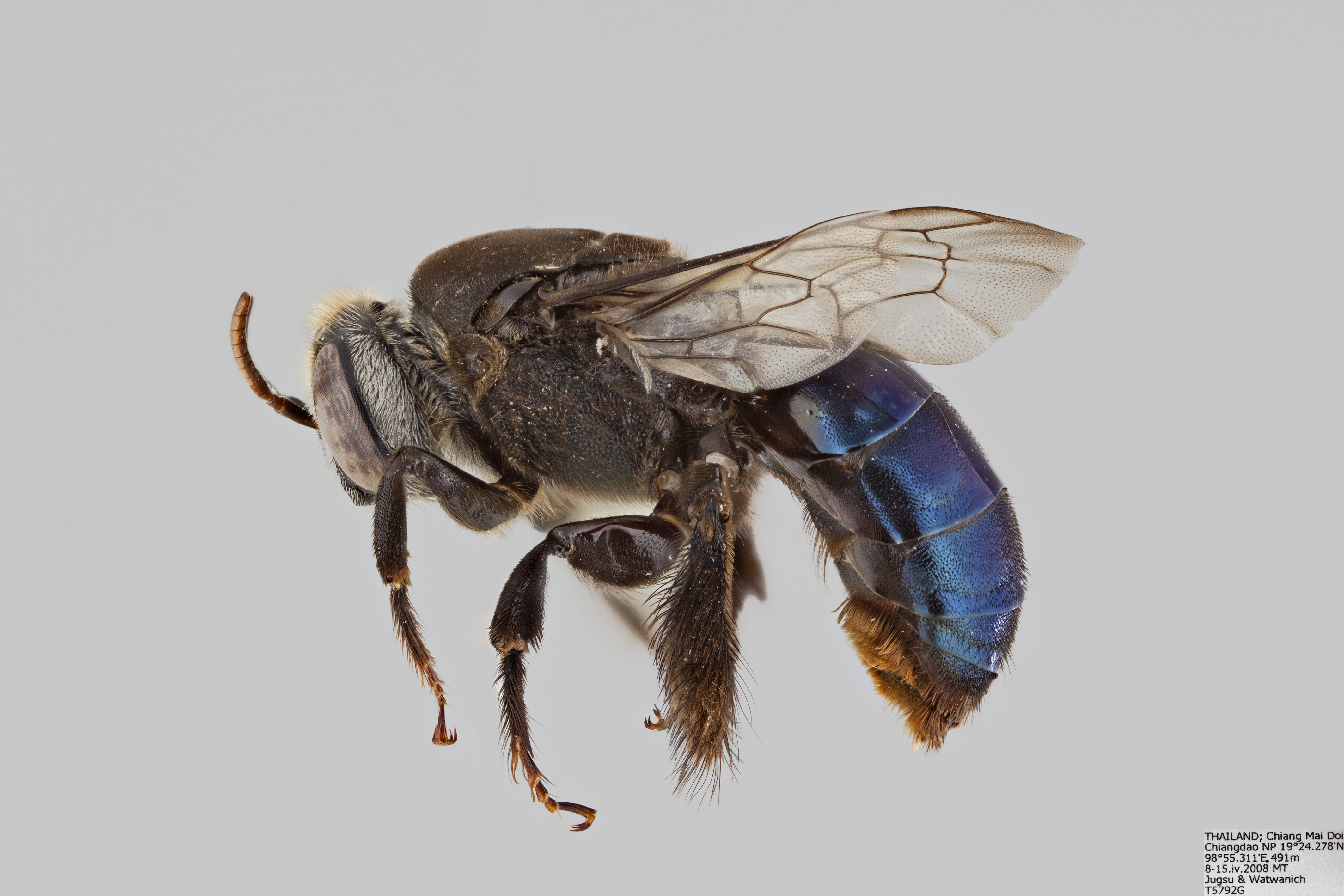
Včela rodu Ctenoplectra
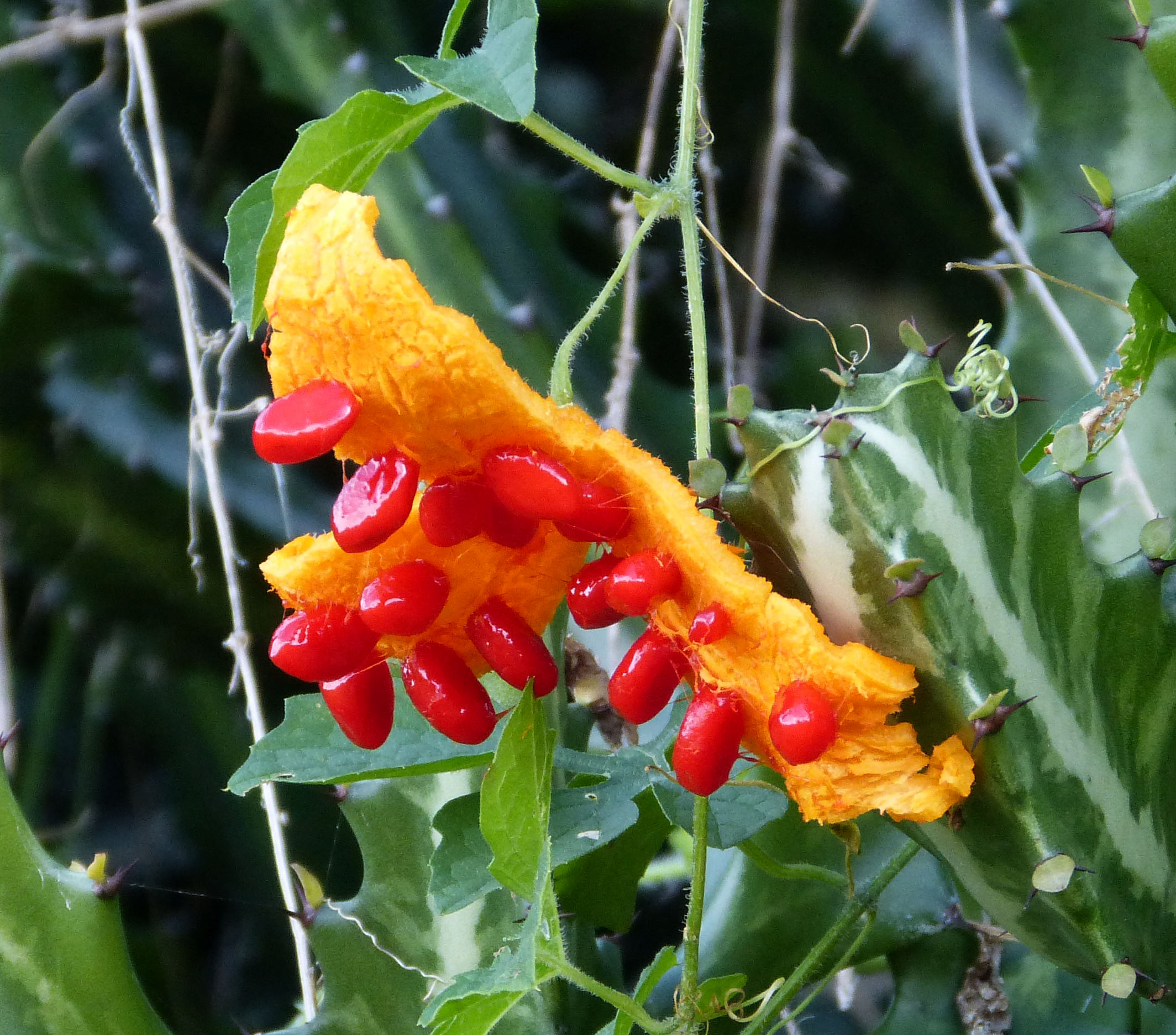
Semena s červeným míškem v puklém plodu momordiky hořké okurky

## Obsahové látky a jedovatost
Semena a slupky zralých plodů momordiky hořké okurky jsou jedovaté. Obsahují saponinový glykosid kukurbitacinového typu a alkaloidy. Po požití mohou způsobit nevolnost, zvracení a průjem, otrava může být provázena i hypoglykémií. Míšek obklopující semena je jedlý. V hořkých semenech byl zjištěn lektin s podobnou strukturou jako ricin ze skočce obecného, a disacharid trehalóza. Lektin má při požití syrových semen embryotoxický a potrat vyvolávající účinek.
Při vážnějších otravách provázených silným průjmem se zejména u dětí podává intravenózně infuze s glukózou a elektrolyty.

## Taxonomie
Rod Momordica je v rámci čeledi Cucurbitaceae řazen do samostatného tribu Momordiceae, zahrnujícího pouze tento rod.

## Zástupci
- momordika balzamka (Momordica balsamina)
- momordika dvoudomá (Momordica dioica)
- momordika hořká okurka (Momordica charantia)
- momordika indočínská (Momordica cochinchinensis)[14]

## Význam
Momordika hořká okurka je zejména v asijské kuchyni tradiční a hojně využívanou zeleninou. V současnosti se pěstují zejména velkoplodé kultivary. Oblast původu rostliny není známa, pravděpodobně leží v tropické Africe. Používání této zeleniny v indické Kérale je dokumentováno již v 17. století. Do Brazílie se rostlina dostala z Afriky během obchodu s otroky.
Jako zelenina se používají zejména vařené nedozrálé plody. Konzumovat lze i zralé plody, nejprve je z nich ale potřeba ve slané vodě vylouhovat hořké substance. Plody se také přidávají do nakládané zeleniny a kari. Z vařených mladých výhonků a listů je připravován špenát.
Ve Vietnamu jsou oblíbenou zeleninou nezralé plody momordiky indočínské.
V Číně se po vylouhování v teplé vodě a uvaření konzumují plody momordiky balzamky.
V Indii a Indočíně se konzumují kořeny a mladé, ještě zelené plody momordiky dvoudomé.
Momordika hořká okurka je stará léčivá rostlina, tradičně využívaná v Asii, Africe i tropické Americe k léčení celé řady neduhů, zejména cukrovky, jaterních nemocí, nádorů, zažívacích potíží aj. Používá se i proti střevním parazitům a zevně při malomocenství. Má antibakteriální a antivirotické účinky a působí jako antioxidant. Dalším druhem využívaným v indické domorodé medicíně je Momordica cymbalaria.
V Indočíně se k léčení používá také momordika indočínská.
Vodný a ethanolový extrakt z momordiky balzamky je účinný proti rezistentním liniím salmonely.

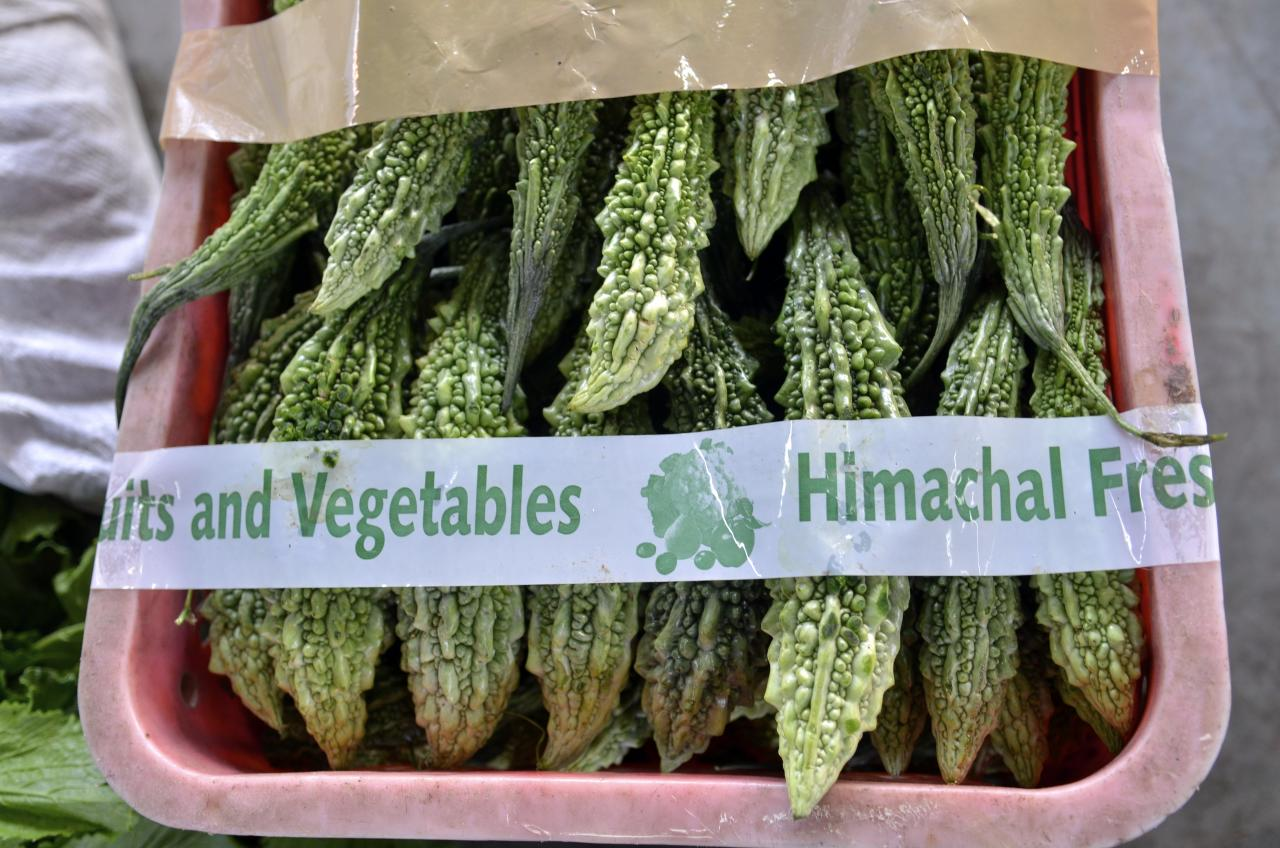
Plody momordiky hořké okurky na trhu v Indii
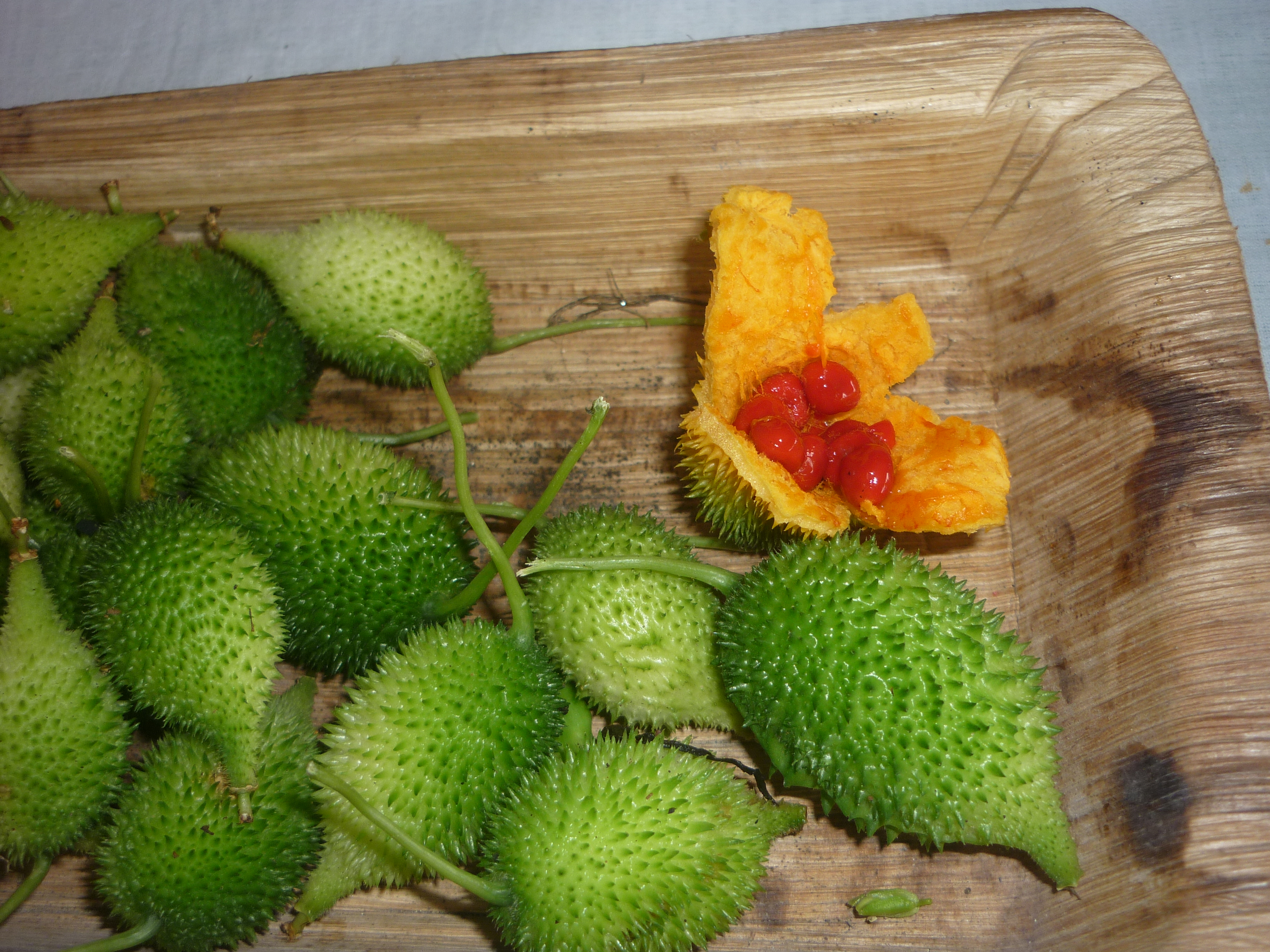
Plody momordiky dvoudomé (Momordica dioica)
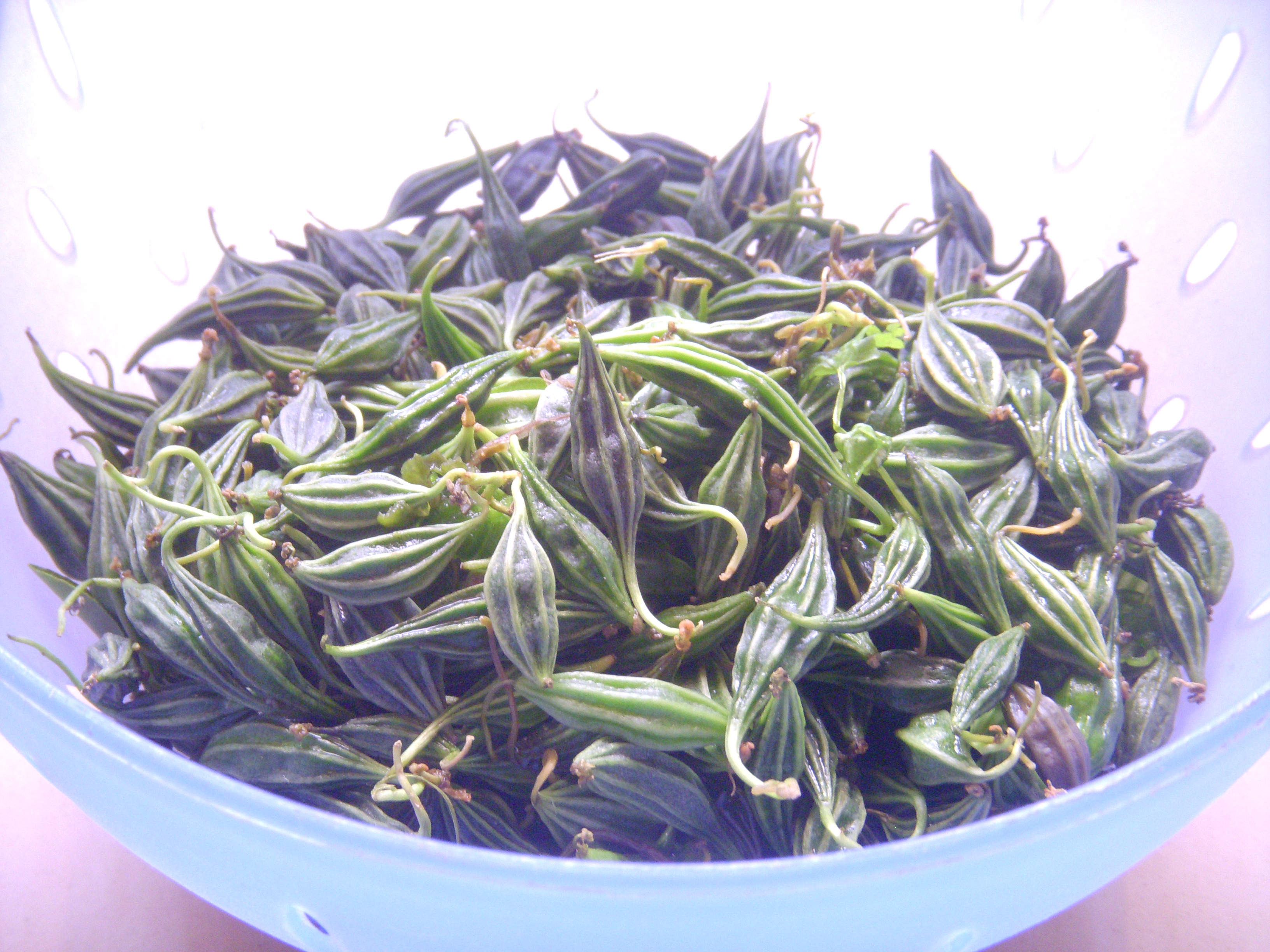
Plody Momordica cymbalaria